# Sortenschutzgesetz (Deutschland)
Im deutschen Sortenschutzgesetz (SortSchG) werden Voraussetzungen und Inhalt des Sortenschutzes geregelt (Abschnitt 1). Weiterhin werden die Aufgaben und Zuständigkeiten des Bundessortenamtes festgelegt (Abschnitt 2). Auch das genaue Verfahren zur Erlangung und Erhaltung des Sortenschutzes einer Sorte und mögliche Änderungen sind klar niedergeschrieben (Abschnitt 3). Unter Abschnitt 4 werden die Verfahren vor Gericht geregelt und unter Abschnitt 5 geht man auf Rechtsverletzungen ein. Abschnitt 6 beinhaltet die Schlussvorschriften.
Zu den Sortenschutzgesetzen in Österreich und in der Schweiz siehe den Artikel Sortenschutz.